# Vrbja grizlica
Vrbja grizlica (znanstveno ime Nematus salicis) je vrsta grizlic iz družine listaric, ki je razširjena tudi v Sloveniji.